# Anton (Bulgaria)
Anton (in bulgaro Антон?) è un comune bulgaro situato nella Regione di Sofia di 9 166 abitanti (dati 2009). La sede comunale è nella località omonima.

## Località
Il comune è formato dall'insieme delle seguenti località:
- Anton (sede comunale)